# Not in the News
Not in the News è un cortometraggio muto del 1916 diretto da Charles Ashley.

## Produzione
Il film fu prodotto dalla Essanay Film Manufacturing Company.

## Distribuzione
Distribuito dalla General Film Company, il film - un cortometraggio in due bobine - uscì nelle sale cinematografiche statunitensi il 14 novembre 1916.